# HMS Meleager (1785)
Pour les autres navires du même nom, voir HMS Meleager.
Le HMS Meleager est une frégate de cinquième rang portant 32 canons lancée par la Royal Navy en 1785. Elle participe aux guerres de la Révolution française avant de s'échouer dans le golfe du Mexique en 1801.